# MatPat
Matthew Robert Patrick (även känd som MatPat), född 14 november 1986 i Medina, Ohio, USA, är en amerikansk youtuber och skådespelare. Han är känd för att bland annat vara skaparen och programledaren för internetserien Game Theory, Film Theory, Food Theory, Style Theory och GTLive. Han har även varit med i YouTube serien @DadFeels Dad, Scare PewDiePie, Five Nights At Freddy's: The Musical och In Space With Markiplier. Den 9 januari 2024 kom han ut i en video att han skulle avsluta sin Youtube-karriär för att fortsätta på egna projekt samma år.

## Karriär

### Youtube-kanaler

#### The Game Theorists
The Game Theorists var Matthews första YouTube kanal, den startades den 22 augusti 2009 och i videoklippen försöker han lösa mysterier i olika datorspel, bland annat han försökt att göra en tidslinje för spelserien Five Nights at Freddy's, en teori om att Super Mario är kommunist och åldern på Ash Ketchum i Pokémon-serien.

#### The Film Theorists
The Film Theorists var Matthews andra YouTube kanal, den startades den 12 maj 2014 och i videoklippen försöker han ta lösa mysterier i filmer och tv-serier bland annat har han gjort en teori om bilarna i Bilar är insekter och en teori om att Anna och Elsa från Frost inte är systrar.

#### GTLive
The Film Theorists var Matthews tredje YouTube kanal, den startades den 26 augusti 2015 och skapades som en kanal för att kunna ladda upp livestreams på.

#### The Food Theorists
The Food Theorists var Matthews fjärde YouTube kanal, den startades den 29 maj 2020 och skapades för att kunna göra teorier om olika maträtter och restauranger på.

#### The Style Theorists
The Style Theorists var Matthews femte YouTube kanal, den startades den 18 februari 2023 och skapades för att kunna göra teorier om kläder och mode på.

## Filmografi
| Titel                   | År   | Utgivare              | Roll                           | Beskrivning                                       |
| ----------------------- | ---- | --------------------- | ------------------------------ | ------------------------------------------------- |
| FNAF: The Musical       | 2016 | Random Encounters     | Phone Guy/MatPat/Scott Cawthon | Anställare och ägare av Freddy Fazbears Pizzeria. |
| Five Nights At Freddy's | 2023 | Blumhouse Productions | Servitören Ness                | Servitör på Sparky's                              |